# Schwedische Badmintonmeisterschaft 1960
Die Schwedische Badmintonmeisterschaft 1960 fand in Göteborg statt. Es war die 24. Austragung der nationalen Titelkämpfe im Badminton in Schweden.

## Titelträger
| Disziplin    | Sieger                                           |
| ------------ | ------------------------------------------------ |
| Herreneinzel | Berndt Dahlberg SBK                              |
| Dameneinzel  | Eva Pettersson BK Bollen                         |
| Herrendoppel | Berndt Dahlberg Bertil Glans SBK Halmstads BMK   |
| Damendoppel  | Inger Nilsson Bodil Sterner MFF Blackeberg       |
| Mixed        | Bertil Glans Berit Olsson Halmstads BMK BMK Aura |